# Dianleucauge
Dianleucauge is een monotypisch geslacht van spinnen uit de  familie van de Tetragnathidae (Strekspinnen).

## Soort
- Dianleucauge deelemanae Song & Zhu, 1994